# ユーシン渓谷

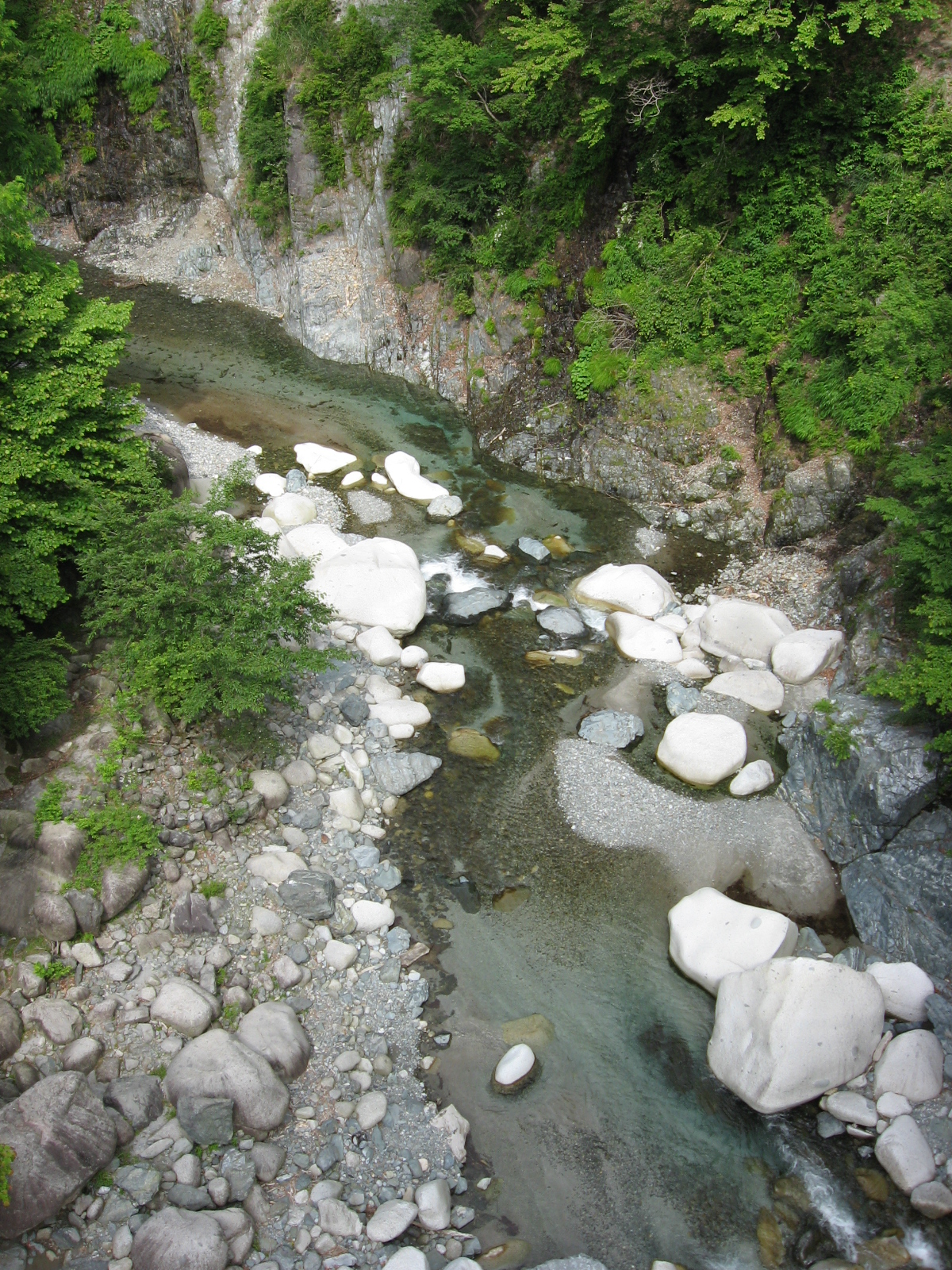
ユーシン渓谷

ユーシン渓谷（ユーシンけいこく）は神奈川県足柄上郡山北町の玄倉川にある渓谷である。丹沢大山国定公園に属し、「丹沢の秘境」と呼ばれる。ユーシンは、ユーシンロッジ（休業中）付近の地名である。

## 玄倉林道
かつてユーシンへのアクセスは、山神峠越えが一般的であったが、1947年にユーシン渓谷沿いに全長約9kmの玄倉林道が開通し、アクセスが容易となった。
新緑や紅葉の名所として知られているが、ほとんど観光地化されていない。玄倉林道の入口にはゲートが設置してあり、車両（自転車含む）は通行できず、通行できるのはハイカーのみである。また、電灯がないと暗くて通れない青崩隧道（あおざれずいどう）があるので、散策時には懐中電灯が必須である。
青崩隧道は2006年7月から2007年2月にかけて行われた安全調査で、トンネル内部にひび割れが見つかり、落盤の危険性があるため、玄倉林道は歩行者を含め完全通行止となった。その後、新青崩隧道が開通し2011年11月に歩行者に限り通行止解除され、歩行でユーシン渓谷へ行くことができるようになった。2015年8月現在も、斜面崩落などにより一時的に通行止めまたは通行注意となることがある。

## ユーシンロッジ
ユーシンロッジは、1970年に神奈川県が設置した県営宿泊施設である。宿泊者に限り、ユーシンロッジまでの玄倉林道を自動車による通行が可能であった。
丹沢登山のベースとして賑わったが、前述の隧道ひび割れによる通行止めの影響で、2007年4月から営業休止となった。避難設備としては現在も活用可能である。
2014年7月に神奈川県緊急財政対策として民間移譲が検討されたが引き受け手が見つからなった。2015年3月現在も運営休止しており、同年7月28日に同ロッジの利活用に関する提案を公募することになった。

## ユーシンの名の由来
その名の由来については諸説あるが、大正時代森林管理小屋の番人であった小宮兵太郎が、「谷深くして、水勢勇まし」という意味より湧津と名付けたという説がある。
5万分の1地形図（旧版）ではユウシンと記載され、昭和初期にはユウシン休泊所が設置されている。1951年の三保村公史には、涌深と記載されている。
ユーシンロッジ裏、明治薬科大学小屋から先に進んだところにある堰堤橋（昭和34年7月竣工）の銘板には、「幽神沢」の表記があるが、出自は不明である。

## ダムと水力発電所
渓谷には熊木ダムと玄倉ダムがある。それぞれ神奈川県企業庁が設置した玄倉第2発電所と玄倉第1発電所で水力発電を行うために供している。

## アクセス
小田急線新松田駅またはJR御殿場線谷峨駅から松62系統「西丹沢ビジターセンター」行きの富士急モビリティ路線バスに乗車。丹沢湖畔の「玄倉」で下車。
自動車の場合、東名高速大井松田ICまたは御殿場ICより国道246号を進み、「清水橋」交差点を曲がり丹沢湖方面へ。
湖畔から唯一のアクセス道路となる県営玄倉林道は、車両通行禁止区域。通行には神奈川県庁の許可が必要。